# Duomo di Teramo
La facciata, in pietra e mattoni, è quadrata … ma il ricco portale cosmatesco e l'alta guglia gotica che lo corona slanciandosi al di sopra del cornicione, creano una dimensione nuova e rendono affatto inedita questa singolare facciata. …
L'interno è nudo e sobrio: le colonne provengono da antichi templi pagani, le volte hanno la potenza delle cose migliori del Medioevo, il tabernacolo, di gusto romanico, … protegge l'opera d'arte più preziosa della chiesa: … il celebre paliotto di Nicola da Guardiagrele: … che attraverso trentacinque formelle … narra la storia della vita di Cristo»
(Mario Pomilio, La Cattedrale di Teramo)
Il duomo di Teramo, avente rango di basilica minore, così elevata con decreto di papa Pio XII del 30 maggio 1955, intitolato a santa Maria Assunta, sorge nel cuore del centro storico, adiacente a piazza Martiri della Libertà e piazza Ercole Vincenzo Orsini, sull'asse viario principale corrispondente all'antico cardo romano definito dall'allineamento dei corsi intitolati a San Giorgio, Vincenzo Cerulli e Carlo De Michetti. Con regio decreto 21 novembre 1940 n.1746 è stato dichiarato monumento nazionale.

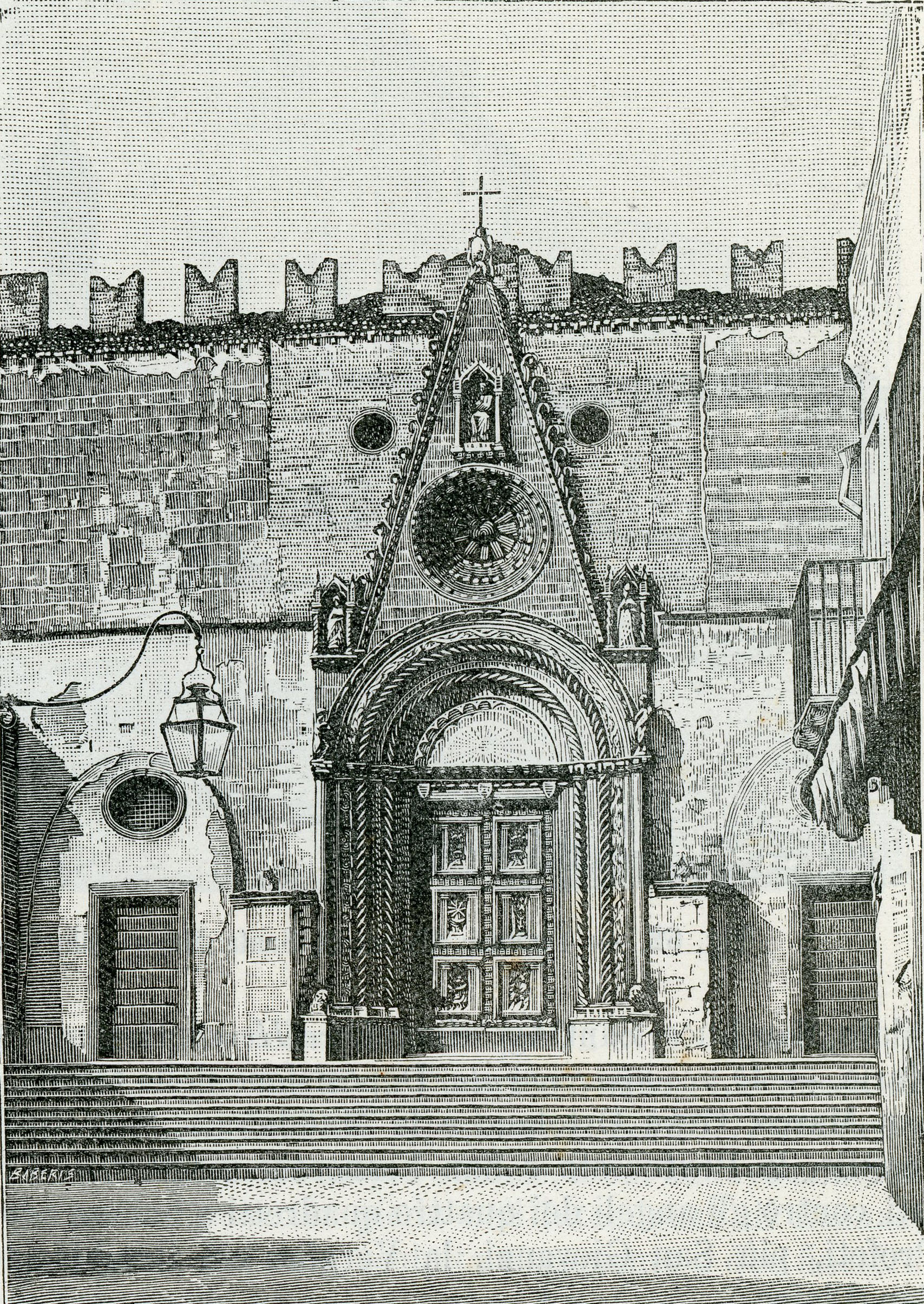
Facciata della cattedrale di una incisione di Strafforello Gustavo (1898)

## Storia

### Costruzione
La sua costruzione iniziò nel 1158, per volere del vescovo Guido II, che intendeva dare un nuovo asilo alle reliquie di san Berardo dopo la distruzione dell'Antica cattedrale di Santa Maria Aprutiensis, e della quasi totalità della città, ad opera del conte Roberto III di Loritello, nel 1156; l'edificio era stato distrutto a causa di un incendio.
La cattedrale fu terminata nel 1174 e consacrata nel 1176, in stile romanico aveva tre navate, facciata a salienti, copertura a capriate e tiburio ottagonale centrale; già all'epoca il presbiterio era rialzato. Probabilmente esisteva anche un nartece esterno.

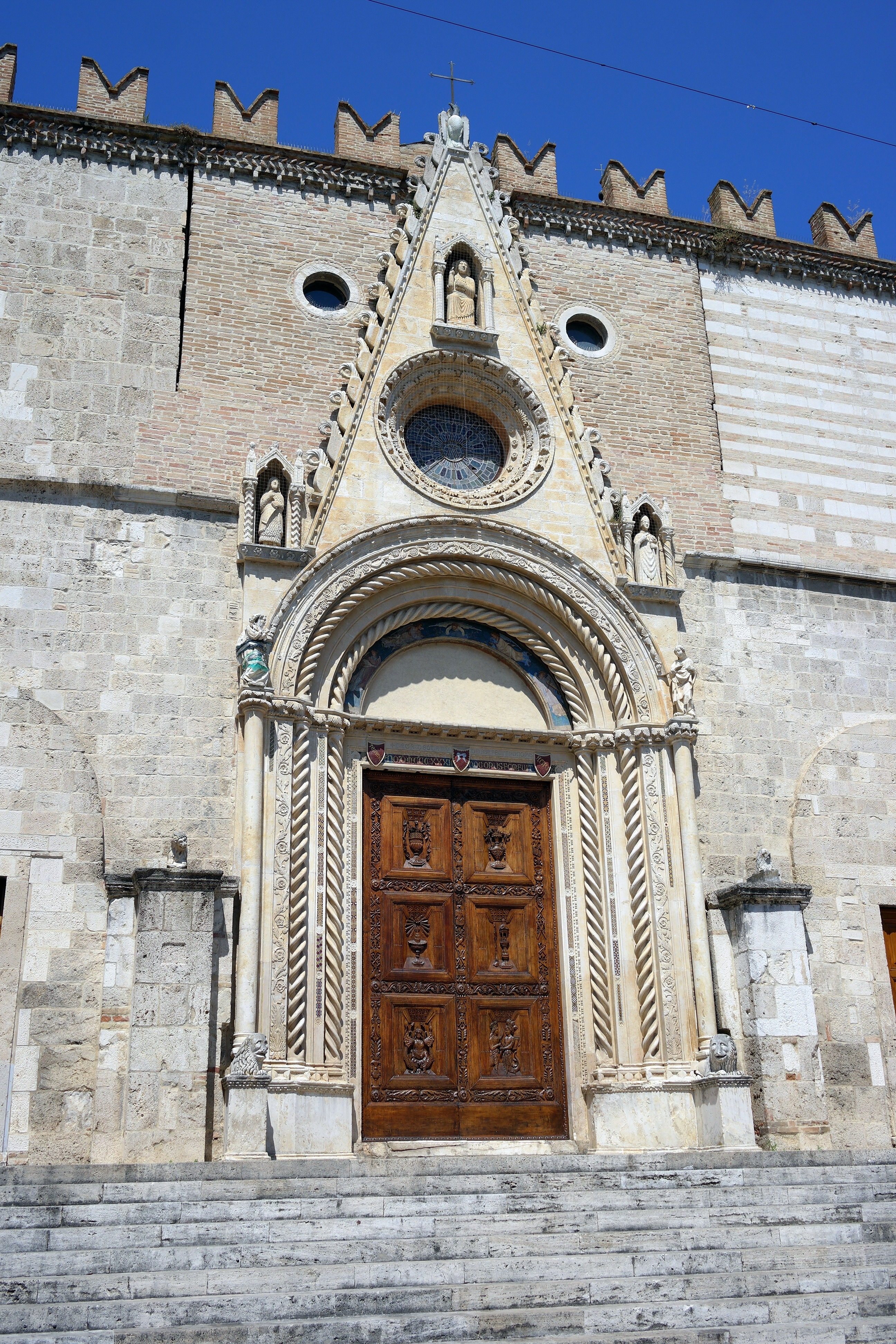
Particolare della facciata, il portale di Deodato Romano del 1308

Parte del materiale lapideo fu prelevato dagli adiacenti teatro romano ed anfiteatro romano, di quest'ultimo fu addirittura demolita la parte nord-occidentale per far posto alla nuova cattedrale. Le pietre lavorate sono inserite e attualmente visibili nelle mura del duomo.

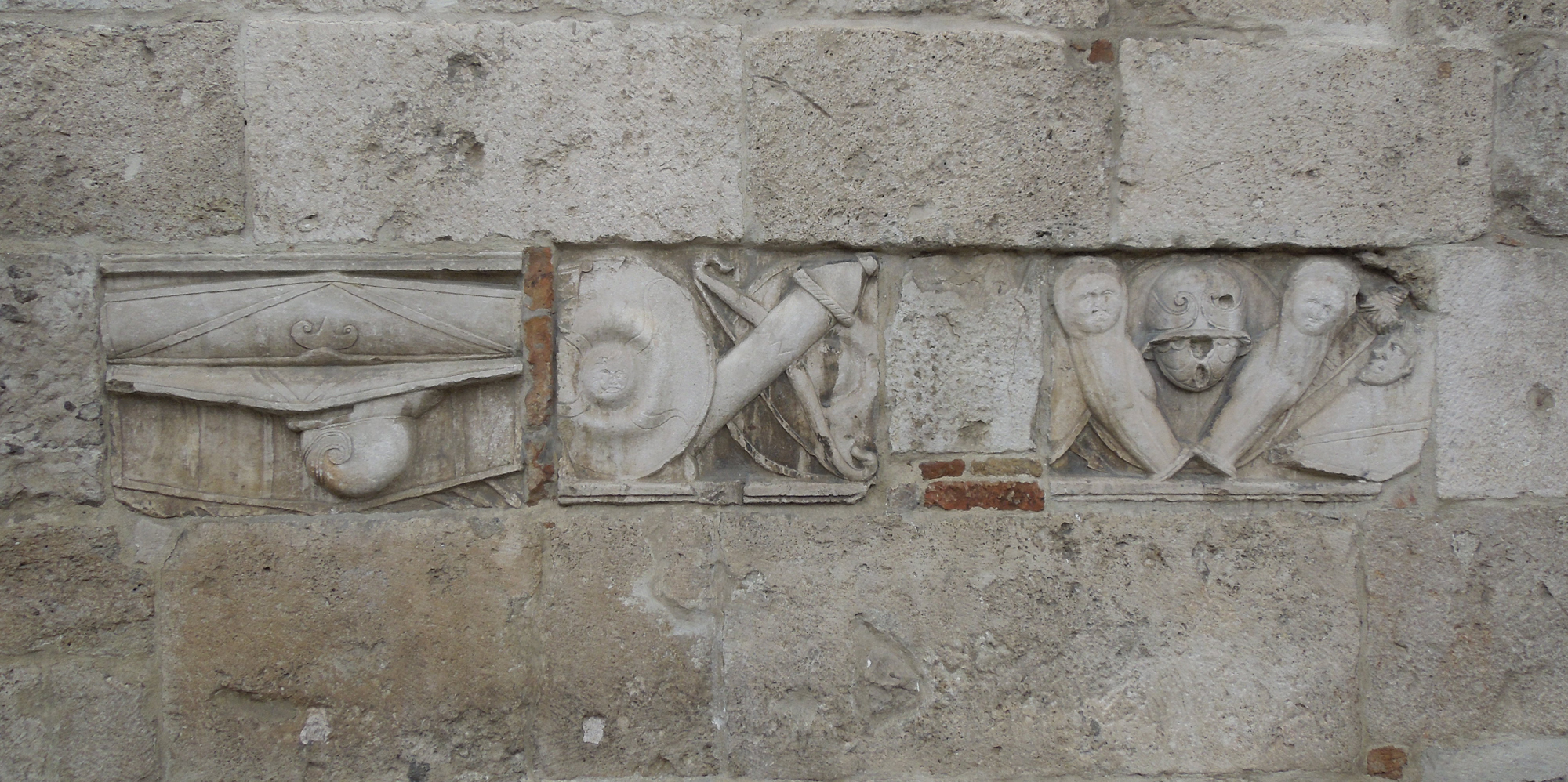
Pietre con rilievi di fregi d'armi, sul muro esterno del fianco destro del duomo
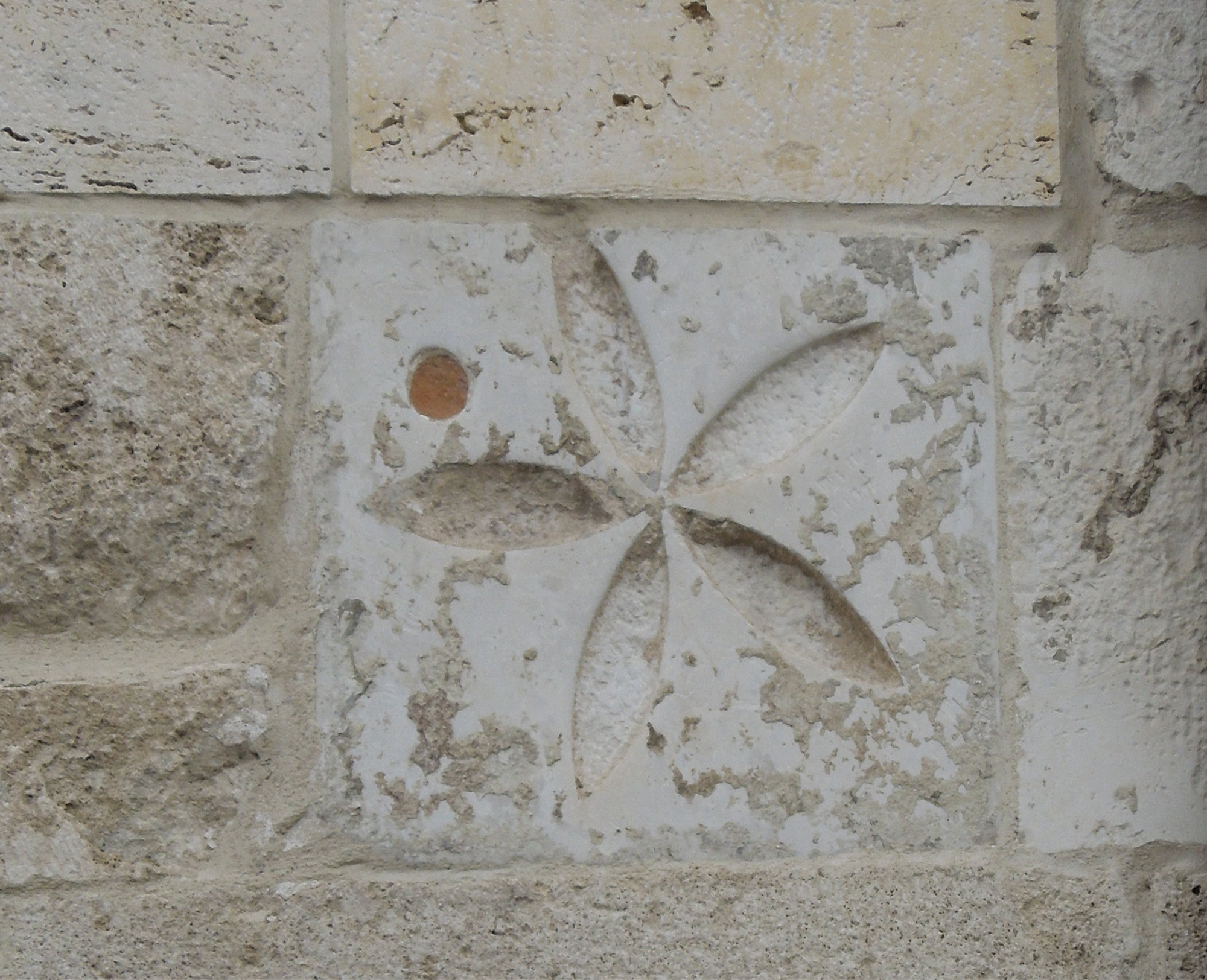
Elemento erratico di reimpiego, sul muro esterno del fianco destro del duomo
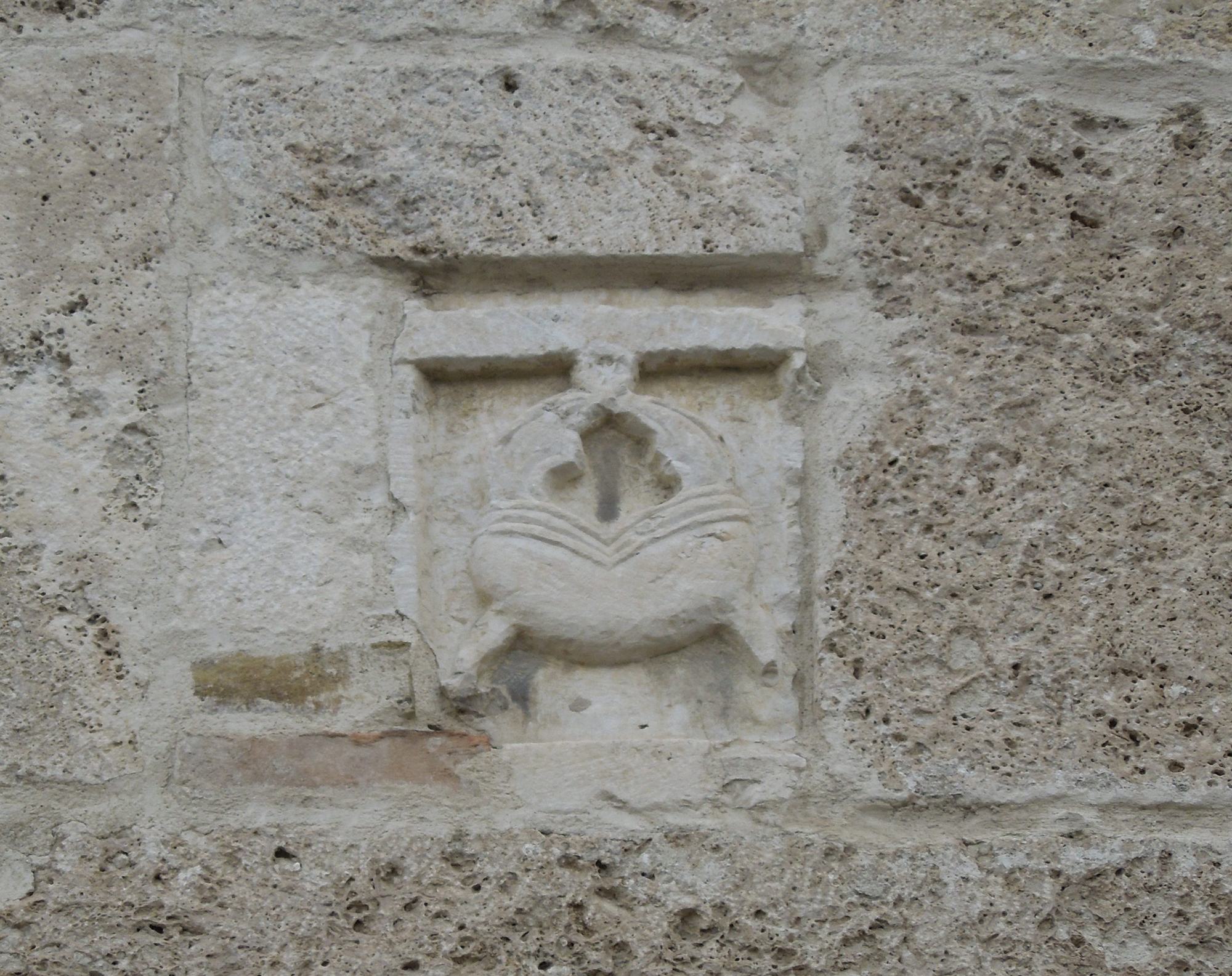
Rilievo con elmo, murato rovesciato, sul muro esterno del fianco destro del duomo
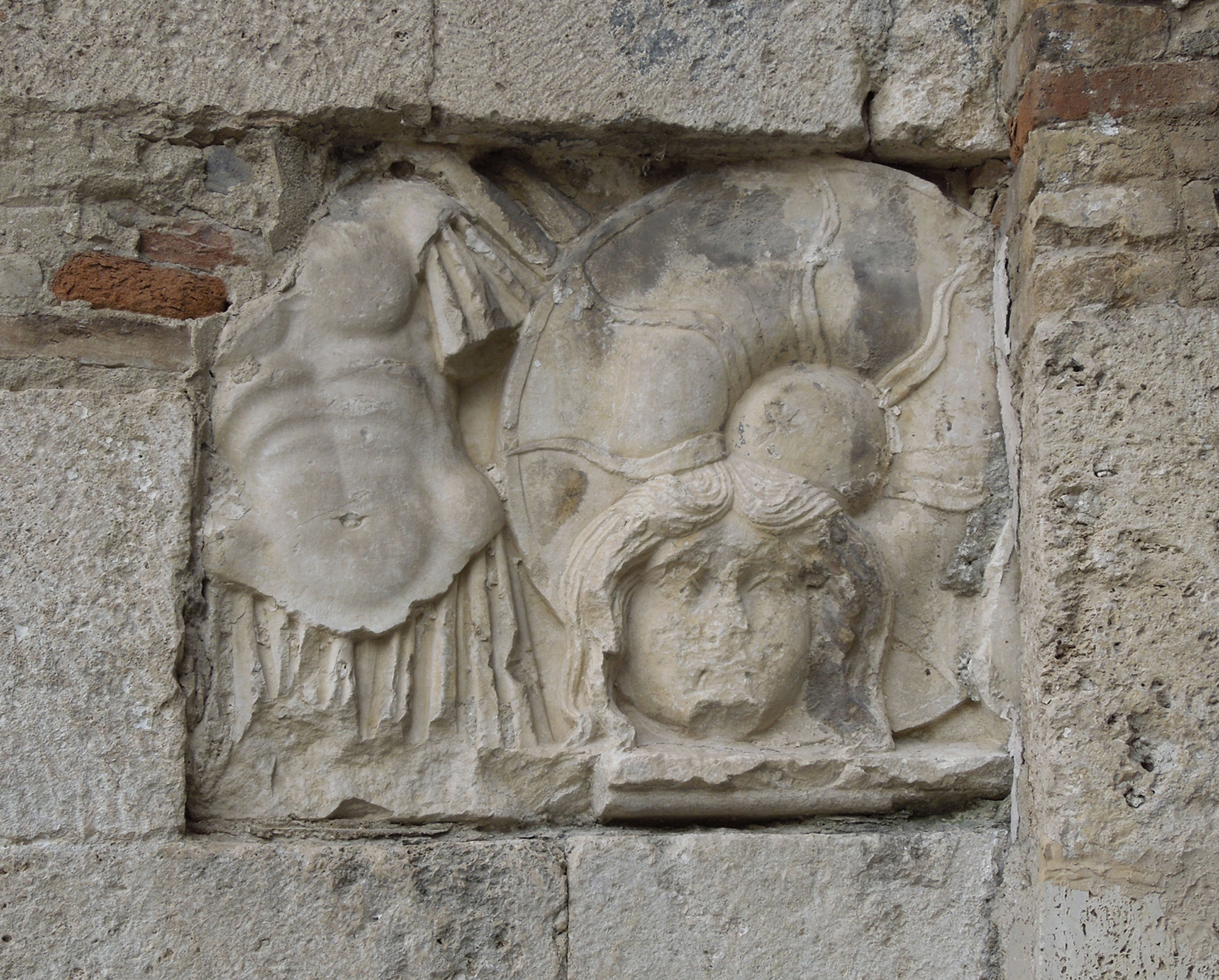
Rilievo con fregio d'armi, sul muro esterno del fianco destro del duomo
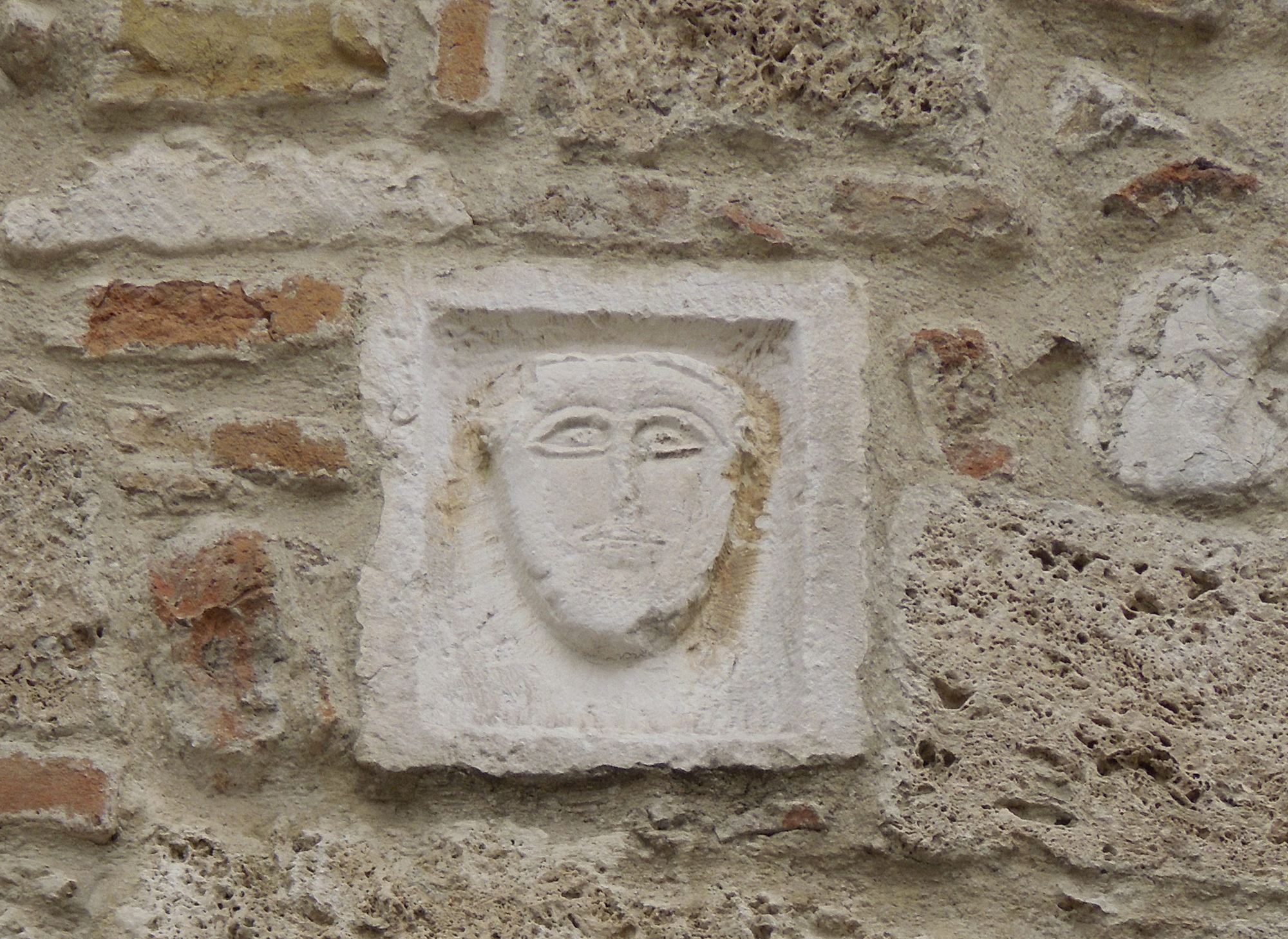
Elemento erratico di reimpiego. Muro esterno del fianco sinistro del duomo
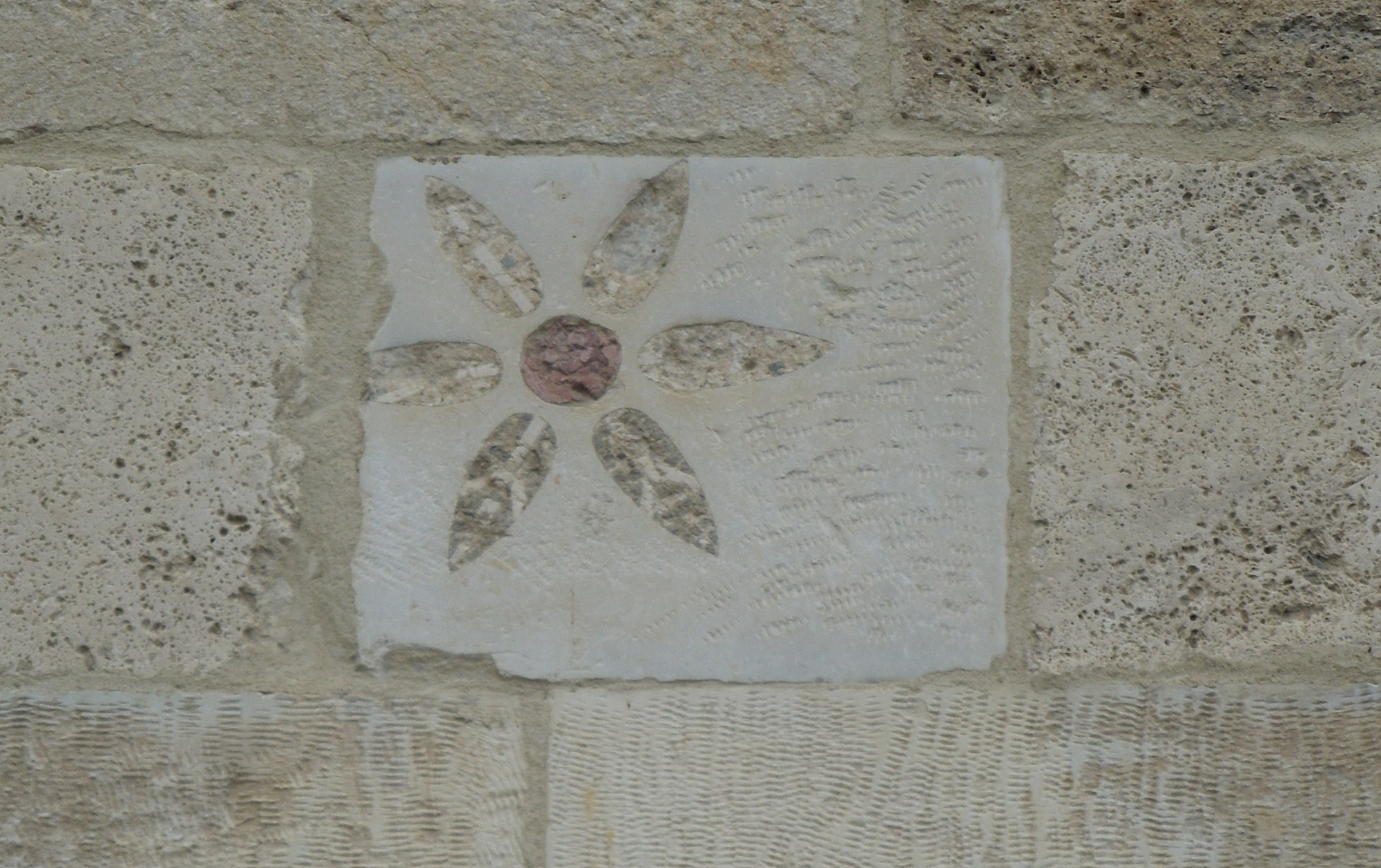
Elemento erratico di reimpiego. Muro esterno del fianco sinistro del duomo

### Trasformazioni tardomedievali

Pianta del duomo di Teramo

Tra il 1331 ed il 1335 il vescovo Niccolò degli Arcioni fece trasformare profondamente l'edificio, prolungandolo nella parte settentrionale con un nuovo corpo di fabbrica, leggermente disassato rispetto alla parte anteriore più antica che perse le tre absidi.
Il nucleo più recente è in stile gotico con slanciate arcate ogivali, si trova allo stesso livello dell'antico presbiterio, ed è dotato di un'altra facciata a salienti con una falsa porta (mai aperta) dalla parte opposta rispetto a quella originale.
Fu inoltre aggiunto lo splendido portale a tutto sesto, con strombatura a tre sbalzi intercalati da due colonne tortili su ogni lato e decorati da fasce a mosaico in stile cosmatesco, datato 1332 e firmato da Deodato Romano: MAGISTER DEODATUS DE URBE FECIT HOC OPUS MCCCXXXII.
Altre due colonnine che poggiano su leoni stilofori affiancano il portale e sorreggono due eleganti statue, un Angelo Annunciante ed una Vergine attribuite a Nicola da Guardiagrele o ad un suo allievo.
Al centro dell'architrave è visibile lo stemma del vescovo Niccolò degli Arcioni tra quelli di Atri a destra e Teramo a sinistra.
Le ante in legno cinquecentesche andarono distrutte e furono rimpiazzate da riproduzioni realizzate nel 1911 da Luigi Cavacchioli.
L'attuale forma rettangolare della facciata e la corona di merli ghibellini sono probabilmente successivi agli interventi arcioniani.

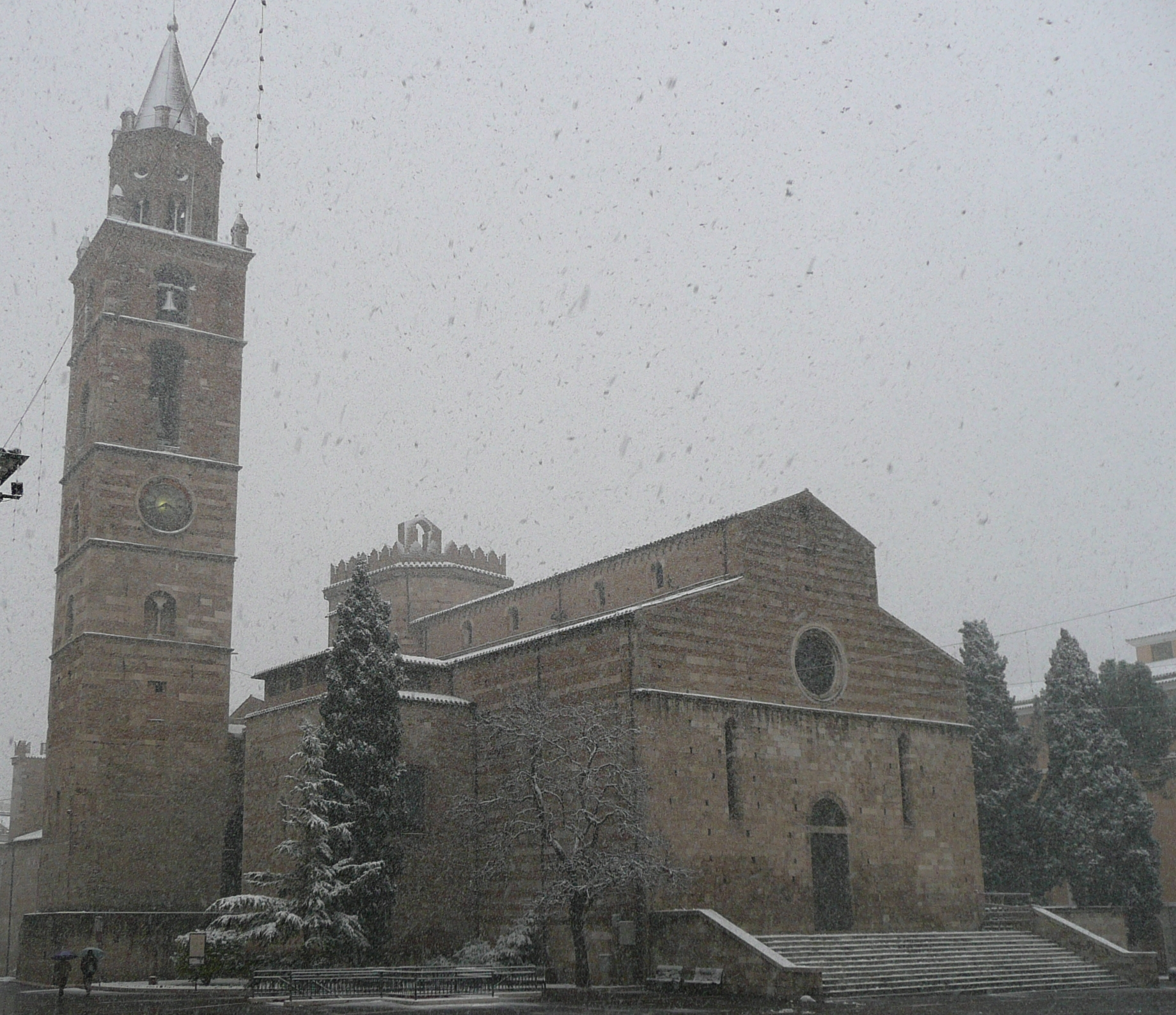
Facciata secondaria su piazza Martiri della Libertà

Nella seconda metà del quattrocento sul portale fu posto un grande timpano gotico triangolare, che racchiude al centro una finestra rotonda sovrastata da un'edicola contenente una statua del Redentore che benedice;
ai lati di tale ghimberga altre due edicole, anch'esse a forma di guglia, racchiudono le statue del Battista e di San Berardo.
Sulla destra si erge l'imponente campanile.
L'antica Sagrestia, posta fra l'organo e il campanile, fu definitivamente abbandonata nel 1594 con l'erezione della Sagrestia Nuova, la cui costruzione era iniziata nel 1586.

### Interventi nel Settecento

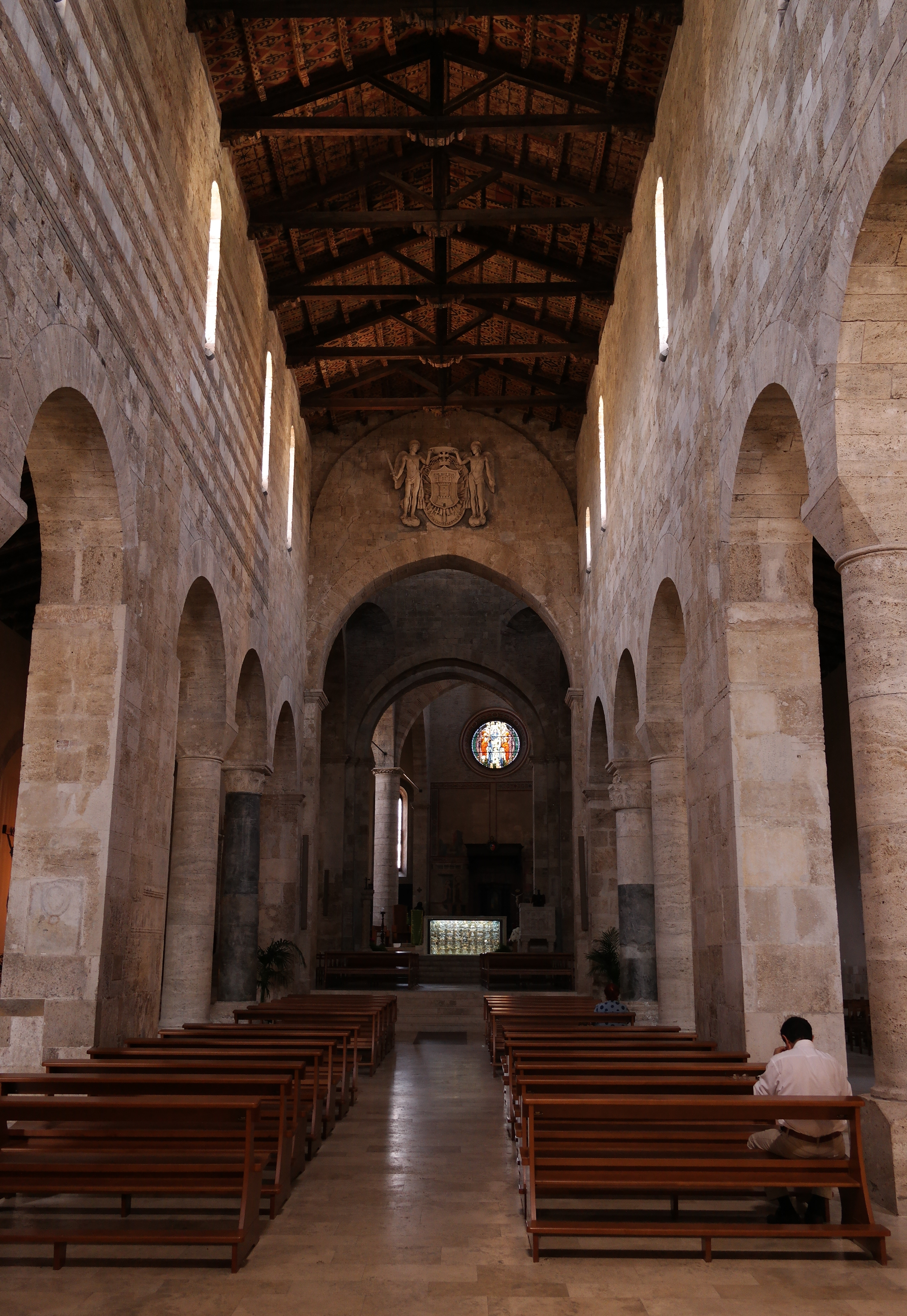
Veduta della navata centrale

Una nuova, profonda trasformazione ebbe luogo nel XVIII secolo, quando il vescovo Tommaso Alessio de' Rossi (1731-1749) decise di adeguare la cattedrale al gusto barocco dell'epoca ed alle mutate esigenze del culto.
Le colonne e le sei campate romaniche furono sostituite da due cupole sostenute da pilastri, la copertura delle navate laterali fu elevata riducendo a due sole falde il tetto; fu stesa una decorazione a stucco, a sottolineare la maggiore uniformità tra il nucleo più antico e quello arcioniano.
Accanto a quello principale furono aperti i portali minori e fu costruita la grande cappella di San Berardo, unico luogo dove è ancora visibile il risultato di questo rifacimento.

### Interventi nel Novecento
Nuove sensibilità culturali si svilupparono nei secoli successivi e portarono alla decisione di riportare la cattedrale al suo aspetto medioevale: i lavori furono eseguiti tra il 1932 ed il 1935 dal soprintendente Riccoboni e comportarono la quasi totale ricostruzione del nucleo romanico guidiano.
Delle antiche colonne romane segnalate da Niccola Palma è rimasta solo la coppia più vicina al transetto, oltre ad un capitello corinzio trasformato in acquasantiera.
La distruzione delle stratificazioni storiche proseguì anche all'esterno con l'abbattimento, tra il 1935 ed il 1948 degli edifici addossati al duomo: botteghe, abitazioni (in una delle quali nacque la poetessa Giannina Milli) ed ambienti di servizio dei canonici.

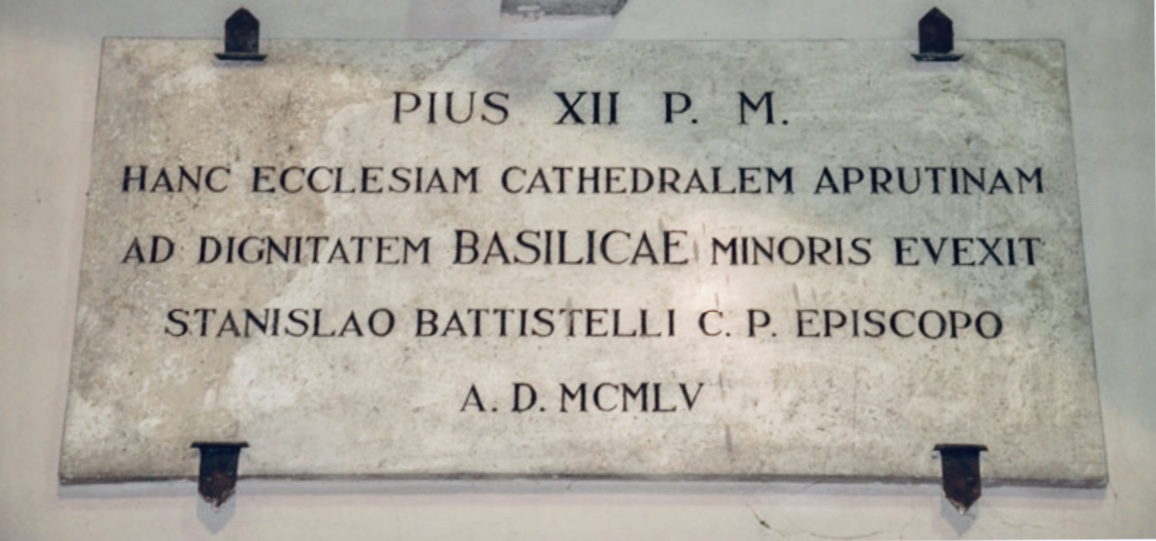
«Papa Pio XII elevò questa Chiesa Cattedrale Aprutina alla dignità di Basilica Minore sotto l'episcopato di Stanislao Battistelli, nell'anno del Signore 1955» (lapide a ricordo del decreto di papa Pio XII)

Il 29 settembre 1933, a pochi anni dal completamento dei lavori, l'allora vescovo Antonio Micozzi riaprì al culto la cattedrale e la intitolò, con proprio decreto, a santa Maria Assunta. Tale intitolazione è stata altresì ribadita con decreto del papa Giovanni Paolo II del 30 settembre 1986, nel quale è stato prescritto che la sede della Diocesi di Teramo-Atri è individuata nella città di Teramo, la cui Basilica Cattedrale «proprium hunc titulum servat» («conserva il proprio titolo»).
Con regio decreto 21 novembre 1940 n. 1746 l'edificio è stato dichiarato monumento nazionale.
Con decreto di papa Pio XII del 30 maggio 1955, il Duomo è stato elevato alla dignità di basilica minore.
L'isolamento della cattedrale fu completato dal soprintendente Mario Moretti nel 1969, con lo smantellamento dell'"Arco di Monsignore": il collegamento con il palazzo vescovile realizzato nel 1738 dal Vescovo De Rossi. Fu anche necessario uno zoccolo di calcestruzzo per consolidare il campanile del duomo.
Fu demolito anche il cosiddetto "pozzo dei canonici" posto sul lato di piazza Martiri della Libertà, giudicato opera posticcia di una costruzione medioevale. Vennero salvati solo i quattro leoni stilofori del tempietto, successivamente collocati sulla scalinata monumentale della facciata del Duomo.

### Ultimi interventi
Sulla finta porta posta sul lato di piazza Martiri della Libertà è stata posta in epoca recente l'opera scultorea dell'artista teramano Venanzo Crocetti, raffigurante l'Annunciazione, autore altresì dell'ulteriore opera, raffigurante la Madonna col Bambino, posta al di sopra, all'interno di una nicchia semicircolare.
L'8 settembre 2007, dopo tre anni di restauri, il duomo è stata riaperto al culto. Nel corso dei lavori sono stati ritrovati sotto il pavimento, e resi visibili al pubblico, la cripta intitolata a san Berardo e un cunicolo che dalla cripta stessa si dirige verso Piazza Martiri della Libertà. Il cunicolo è lo stesso osservato nella citata piazza durante i lavori di rifacimento della relativa pavimentazione. Sono stati inoltre osservati resti di costruzioni precedenti sotto il pavimento nella parte prossima all'ingresso principale.

## La torre

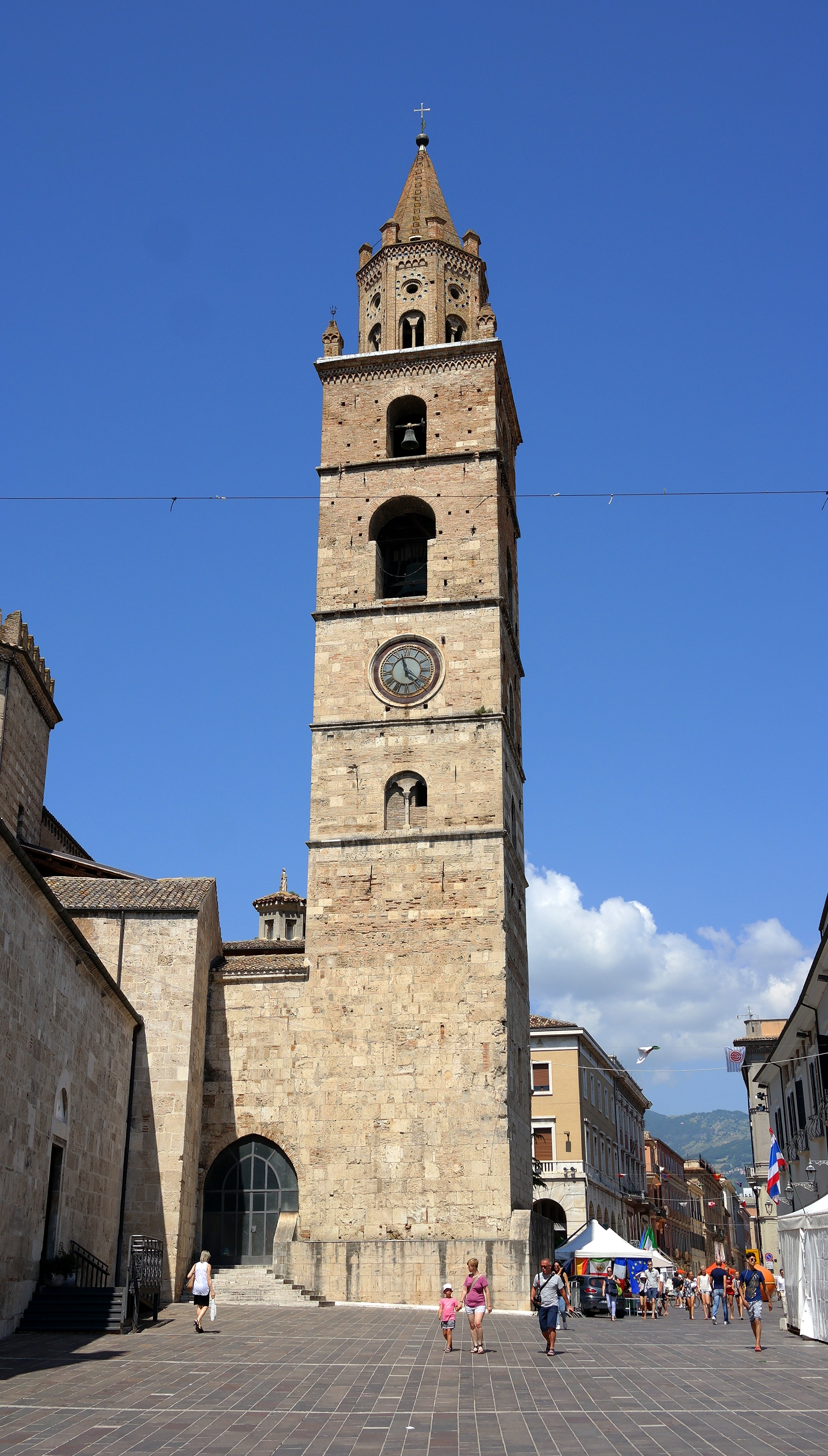
Torre

La Torre del Duomo di Teramo è alta circa 50 metri. Essa mostra successivi interventi costruttivi: la parte inferiore è stata realizzata tra il XII e il XIII secolo da Guido II, poi nel XIV secolo la parte intermedia da Niccolò degli Arcioni ed infine nel XV secolo l'elaborato coronamento ottagonale dell'architetto lombardo Antonio da Lodi (1493) che ha realizzato anche i campanili di Chieti (1498), Atri (1502), Campli e Corropoli.
Posta in corrispondenza dell'innesto tra la parte di Guido II e quella di Niccolò degli Arcioni, la torre è interamente divisa in moduli sovrapposti (realizzati in epoche differenti, come sopra evidenziato), segnati da cornici marcapiano. Sul terzo e sul quarto modulo sono poste finestre a bifora, mentre il quinto e il sesto ospitano le celle campanarie.
Al di sopra della seconda cella campanaria, Antonio da Lodi realizzò una terrazza di copertura, munita ai quattro angoli di torrette decorate con lo stesso motivo ornamentale presente nella cornice di sostegno alla terrazza medesima. Al centro di essa, quindi, innalzò il prisma ottagonale sormontato dalla piramide di coronamento, al di sopra della quale furono installate la sfera metallica e la banderuola.
Il prisma è dotato, su ogni faccia, di un doppio ordine di aperture: bifore al primo livello ed oculi circondati da decorazioni policrome al secondo.
Sulla torre era conservata, sino al 7 ottobre 2011, la vecchia sirena antiaerea comunale della città.

### Le campane
La torre possiede ben 7 campane, delle quali le 5 maggiori elettrificate a slancio e le restanti utilizzate come campane dell'orologio. La campana maggiore, detta Aprutina, frutto di diverse rifusioni susseguitesi nel corso di secoli, è stata rifusa l'ultima volta nel 1930 ad opera della Fonderia Colbachini di Padova.
Il 4 giugno 2022, al termine dei lavori di consolidamento effettuati sul campanile, Aprutina è finalmente tornata a suonare a distesa dopo anni di silenzio a causa di problemi di staticità della torre.
Nella medesima cella campanaria sono poste le due campane dell'orologio, datate 1830.
Delle restanti 4 campane della cella superiore la prima è opera del fonditore Francesco Franceschi, noto fonditore marchigiano, datata 1622. Le tre minori sono attribuibili alla fonderia Mari di Torre De' Passeri.

## Tesori d'arte

### Paliotto di Nicola da Guardiagrele

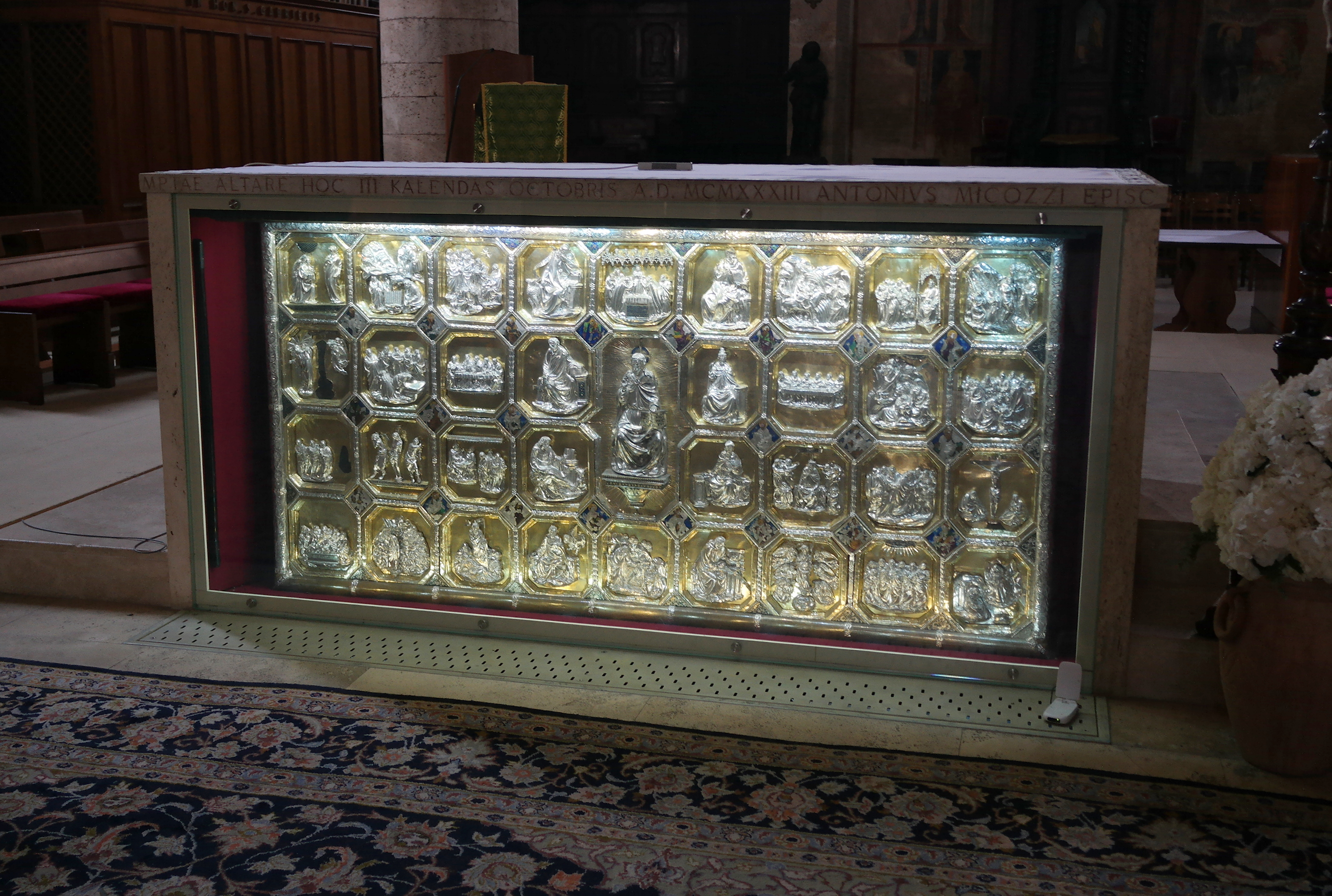
Paliotto del Duomo

Tra i tesori d'arte custoditi nella cattedrale di Teramo il primo posto spetta al celebre paliotto d'argento dorato dell'altare maggiore, capolavoro di Nicola da Guardiagrele che, con i collaboratori della sua bottega, vi lavorò per 15 anni, dal 1433 al 1448, come scritto a niello sull'opera stessa.
Fu Giosia d'Acquaviva (feudatario della regina di Napoli Giovanna I) che volle rimpiazzare un altro paliotto d'argento che era di gran valore e veniva esposto nei giorni festivi, rubato nel 1416 nel corso dei disordini che seguirono l'ascesa al trono della regina Giovanna II d'Angiò alla morte del fratello Ladislao I d'Angiò.
È costituito da trentacinque lamine d'argento sbalzate e cesellate, fissate in quattro file orizzontali su un supporto di legno, e raccordate tra loro agli angoli da 22 tessere romboidali a smalto traslucido vivacemente colorate.
Il tutto è racchiuso in una cornice d'argento che, secondo un'iscrizione, risale al ad un restauro del 1734.
La formella centrale è di doppia grandezza, reca un Cristo Redentore ed è affiancata dagli evangelisti e da quattro dottori della Chiesa, l'ultima scena rappresenta san Francesco che riceve le stimmate mentre le altre narrano la vita di Gesù dall'Annunciazione alla Pentecoste.

### Polittico di Jacobello del Fiore

Polittico del duomo

Di grandissimo rilievo anche il polittico realizzato nel secondo decennio del quattrocento dal veneziano
Jacobello del Fiore (circa 1370-1439) per la chiesa di Sant'Agostino; è costituito da sedici tavole disposte su due file, sontuosamente incorniciate.
La rappresentazione centrale è un Cristo che incorona la Vergine.
Al di sotto è raffigurata la città di Teramo, com'era all'epoca, racchiusa tra i due fiumi che formano una Y; questa immagine, nel tempo, è divenuta uno dei simboli della città ed ancora oggi è richiamata nel logo dell'Università di Teramo.

### Crocifisso ligneo
All'interno della Cattedrale è conservato anche un importante crocifisso ligneo realizzato a cavallo tra la fine del XV e gli inizi del XVI secolo da un maestro ignoto dell'Italia centrale. La statua, in legno policromo e dorato, venne restaurata nel 2010 e solo grazie al suo recupero si è potuto leggere, sotto numerosi strati di pittura e gesso aggiunti in epoche successive e quindi rimossi, il forte naturalismo espressivo e fisico che lo caratterizza.

### Madonna del Maestro della Santa Caterina Gualino
La Madonna del Maestro della Santa Caterina Gualino del duomo di Teramo è una statua in legno, policroma, risalente agli inizi del trecento, raffigurante una Madonna in trono con Bambino; di grande raffinatezza la figura slanciata, il panneggio fluido, i colori, il volto spirituale dai lineamenti delicati e femminili con il naso affilato e gli occhi dal taglio orientale.
Secondo Giovanni Previtali l'autore è il maestro della Santa Caterina Gualino, pittore e intagliatore, attivo nella prima metà del XIV secolo nell'area compresa tra l'Umbria meridionale e l'Abruzzo, dove sono state individuate varie sculture a lui attribuite. Si tratta di un artista straordinario, di formazione umbra ma dalla personalità originalissima e sofisticata.
Quest'opera ha arricchito il duomo di Teramo nel secolo scorso, proveniente da qualche luogo della montagna teramana.

### Cappella monumentale di San Berardo e tabernacolo di Sebastiano Majewski
La cappella monumentale dedicata al patrono San Berardo si trova nella navata laterale sinistra, esternamente sporge verso il Seminario Aprutino, sovrastata da un tiburio ottagonale irregolare con merlature. Internamente è ricca di stucchi e pennacchi, realuzzata nel XVII secolo dal pittore Sebastiano Majewski della Polonia, attivo nel teramano e nel chietino. 
Presso la cappella monumentale si trova il Polittico di Jacobello, del Majewski di conservano:
- Tabernacolo con tela dei Miracolo di San Berardo vescovo, la Madonna e il Bambino in trono (1699) sacrestia del Duomo: l'opera mostra le scene con unitarietà rappresenta dei personaggi miracolati, carichi di vigore e religiosità, c'è fusione di espressività e calore delle tonalità del colore, che accentuano il misticismo delle scene: nella pala centrale San Berardo celebra un pontificale, a sinistra i doni delle Candele, il guarito prega con i fedeli, nella tela in basso San Berardo guarisce una storpia, nella tela in alto il Santo libera un condannato, in quella in basso il Santo appare a un ladrone mentre saccheggia un sepolcro, ravvedendosi, sullo sfondo la donna mostra la guarigione della gamba al popolo.

- Madonna in trono con Bambino, i Santi e i committenti (1621-1629: sempre nella sagrestia del Duomo: sono in mostra in Sacra conversazione la Madonna con Gesù al centro, poi San Giuseppe, San Leonardo, e i committenti teramani in abito contemporaneo, cioè cinquecentesco.

## Organo a canne

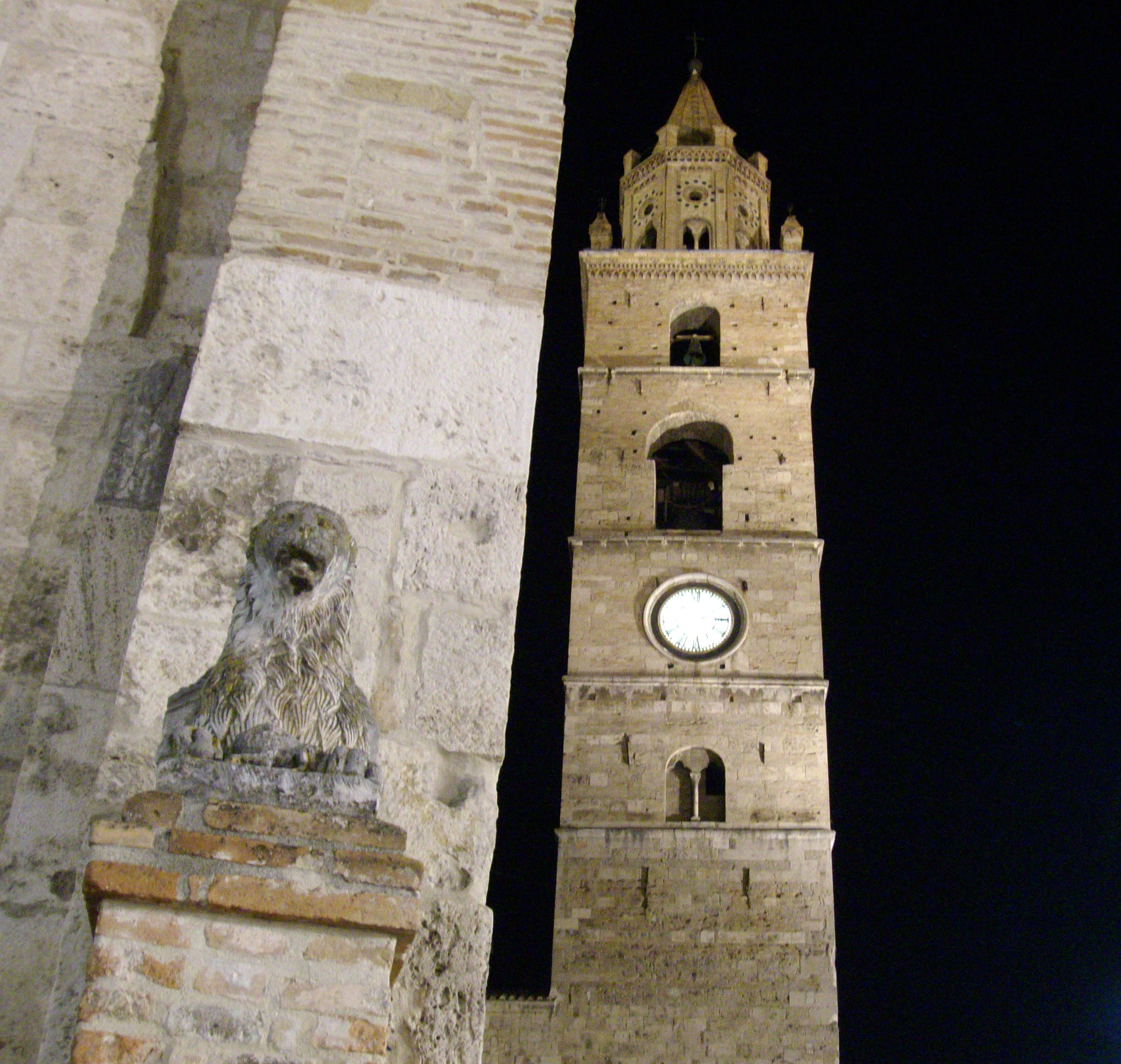
Campanile di notte

Nella cattedrale si trova l'organo a canne Mascioni opus 788, costruito tra il 1955 e il 1956, ed in quest'ultimo anno solennemente dedicato a San Gabriele dell'Addolorata.
Tutte le canne sono collocate in due corpi separati nelle due navate laterali del presbiterio. La consolle, a due tastiere di 61 note ciascuna e pedaliera concavo-radiale di 32, è anch'essa collocata nel presbiterio. L'organo è a trasmissione elettrica.

## Personaggi sepolti in Duomo
- San Berardo, (vescovo di Teramo dal 1116 al 1122), un tempo sepolto nella cripta, oggi nella cappella a lui dedicata;
- Muzio Muzij, (1535-1602), pubblico amministratore e primo storico della città di Teramo;
- Principio Fabricii, (1546-1618), uomo politico ed erudito. La sua tomba fu rimossa durante la ricostruzione barocca del 1739;
- Melchiorre Delfico, (1744-1835), filosofo e uomo politico. Le sue spoglie furono sepolte nella cappella barocca che la famiglia Delfico aveva nel duomo, demolita durante i restauri degli anni trenta. Inoltre erano sepolti altri membri della famiglia, tra cui Melchiorre II, vescovo di Muro
- Numerosi vescovi, le cui salme sono poste nel Sepolcreto situato al di sotto dell'abside.